# National Provincial Championship Division 2 1979
La National Provincial Championship Division 2 1979 fue la cuarta edición de la segunda división del principal torneo de rugby de Nueva Zelanda.

## Sistema de disputa
Los equipos enfrentan a los equipos restantes de su zona en una sola ronda.
- El equipo que logre mayor cantidad de puntos al final del torneo se corona campeón.

- El equipo campeón de la zona norte asciende de manera directa a la primera división mientras que el campeón de la zona sur disputa un repechaje frente al penúltimo ubicado en la primera división.

## División 2 Norte
Tabla de posiciones
| Pos. | Equipo         | Encuentros | Encuentros | Encuentros | Encuentros | Tantos | Tantos | Tantos | Puntos |
| Pos. | Equipo         | PJ         | PG         | PE         | PP         | F      | C      | Dif    | Puntos |
| ---- | -------------- | ---------- | ---------- | ---------- | ---------- | ------ | ------ | ------ | ------ |
| 1.º  | Hawke´s Bay    | 8          | 7          | 0          | 1          | 226    | 41     | +185   | 14     |
| 2.º  | Waikato        | 8          | 6          | 1          | 1          | 195    | 87     | +108   | 13     |
| 3.º  | Poverty Bay    | 8          | 6          | 0          | 2          | 117    | 74     | +44    | 12     |
| 4.º  | Wanganui       | 8          | 5          | 0          | 3          | 145    | 59     | +86    | 10     |
| 5.º  | Horowhenua     | 8          | 4          | 0          | 4          | 122    | 158    | -36    | 8      |
| 6.º  | Thames Valley  | 8          | 3          | 0          | 5          | 63     | 130    | -67    | 6      |
| 7.º  | King Country   | 8          | 2          | 1          | 5          | 100    | 128    | -28    | 5      |
| 8.º  | Wairarapa Bush | 8          | 1          | 0          | 7          | 47     | 94     | -47    | 2      |
| 9.º  | East Coast     | 8          | 1          | 0          | 7          | 49     | 239    | -245   | 2      |

|  | Campeón Zona Norte, asciende a primera división. |

| Bandera de Nueva Zelanda |
| Campeón Hawke´s Bay      |
| Primer título            |

## División 2 Sur
| Pos. | Equipo         | Encuentros | Encuentros | Encuentros | Encuentros | Tantos | Tantos | Tantos | Puntos |
| Pos. | Equipo         | PJ         | PG         | PE         | PP         | F      | C      | Dif    | Puntos |
| ---- | -------------- | ---------- | ---------- | ---------- | ---------- | ------ | ------ | ------ | ------ |
| 1.º  | Marlborough    | 5          | 5          | 0          | 0          | 111    | 40     | +71    | 10     |
| 2.º  | Mid Canterbury | 5          | 4          | 0          | 1          | 69     | 46     | +23    | 8      |
| 3.º  | Buller         | 5          | 3          | 0          | 2          | 57     | 25     | +32    | 6      |
| 4.º  | Nelson Bays    | 5          | 2          | 0          | 3          | 52     | 65     | -13    | 4      |
| 5.º  | North Otago    | 5          | 1          | 0          | 4          | 40     | 99     | -59    | 2      |
| 6.º  | West Coast     | 5          | 0          | 0          | 5          | 39     | 93     | -54    | 0      |

|  | Campeón Zona Sur, clasifica al repechaje por el ascenso. |

| Bandera de Nueva Zelanda |
| Campeón Marlborough      |
| Segundo título           |